# Acuaporina 7
La acuaporina-7, también conocida como AQP7, es una proteína de la membrana plasmática que permite el paso selectivo de agua y otros pequeños solutos, como la urea o el glicerol. Este canal de glicerol se expresa abundantemente en el tejido adiposo, aunque también está presente en otros tejidos, como los riñones, testículos, ovarios, corazón, el tracto gastrointestinal o músculo esquelético.

## Función biológica
La AQP7 permite la salida de glicerol de los adipocitos o células grasas. El glicerol es un metabolito muy importante para la síntesis de triglicéridos, ya que éstos están constituidos por una molécula de glicerol y tres ácidos grasos. Además, durante el ayuno, el glicerol es el principal sustrato para la gluconeogénesis hepática. Por tanto, la regulación del canal de glicerol AQP7 es importante para el control de la acumulación de grasa y el metabolismo glucídico. En este sentido se ha comprobado que los ratones transgénicos carentes de AQP7 desarrollan obesidad en la edad adulta y resistencia a la insulina severa.